# 新田ほのか
新田 ほのか（あらた ほのか、1999年10月26日 - ）は、日本の女優、声優。北海道出身。

## 経歴
高校の声優コースで演技を学ぶ。そのレッスン中に千葉県柏市のご当地アニメ『超普通都市カシワ伝説』のプロデューサーが訪問し、声優オーディションの話を持ちかけられ、『超普通都市カシワ伝説』の橋舟一花役を獲得する。当初、この役は設定されておらず、ほのかのイメージに合わせて作られた役である。
その後、三鷹RIスタジオで開催されていたオーディションを受け、いくつかの朗読劇に出演。その際の演出家である貞方祥が、漫画『サトラレ』の原作者、佐藤マコトに推薦し、舞台版『サトラレ』の西山光役となった。それは身長146cmで童顔であることから3歳の役に適任であったからだとされる。
「ほのか」名義で活動していたが、2020年3月1日より「新田ほのか」名義での活動となる。

## 人物
趣味はアイロンビーズ。中国・上海でのアニソンライブ出演をきっかけに中国語を学んでいる。
好きな食べものは、生牡蠣、馬刺し、イカの塩辛、ザーサイと年齢に不釣り合いなものが多い。 ラーメンをこよなく愛している。牛乳を嫌う。

## 出演

### テレビアニメ
- 超普通シリーズ（2020年 - 2024年、橋舟一花） - 2シリーズ[一覧 1]
- デキる猫は今日も憂鬱（2023年、街の人々、山姥）

### Webアニメ
- 超普通シリーズ（2016年 - 2019年、橋舟一花[3]） - 2シリーズ[一覧 2]

### 舞台
- デキマチ小演劇部「サムライヴ」（2016年12月17日 - 18日、アミュゼ柏） - 佳代 役
- デキマチ小演劇部（偽物科学）「トキカケRADIO」（2017年9月16日 - 18日、アミュゼ柏） - 入江一香 役
- デキマチ小演劇部「クリスマスナイトミステリーマンション」（2017年12月16日 - 17日、柏市民文化会館） - 榊原カノン 役[8]
- SHOWMAN'S「舞台版サトラレ 〜西山幸夫の場合〜[4]」（2018年2月28日 - 3月4日、新宿・ALTA THEATER）- 西山光 役
- SHOWMAN'S「ドリームレスキュー言うことナース!〜エピソードゼロだけどぉ〜[9]』（2018年7月5日 - 8日、新宿村LIVE） - ソラナム博士 役
- SHOWMAN'S「ミュージカル・まいっちんぐマチコ先生[10]」（2018年11月10日 - 13日、新大久保・R'sアートコート） - 亀山タマ夫 役
- SHOWMAN'S「リニアダッシュ! POLE POSITION[11]」（2021年11月20日 - 23日、新大久保・R’sアートコート） - 十勝こはく 役[12]

### 朗読劇
- 清月エンターテイメント「サンドアート朗読劇・刻のおるごぉる」teamA（2017年3月19日 - 20日、三鷹RIスタジオ）
- SHOWMAN'S「ドリームレスキュー・言うことナース! リーディングライブなのですぅ[13]」（2017年6月24日 - 25日、三鷹RIスタジオ） - ソラナム博士 役
- 清月エンターテイメント「オズの西遊記～Legend of GO WEST![14]」（2017年10月21日 - 22日、三鷹RIスタジオ） - 犬のトト 役
- SHOWMAN'S「ドリレスライブ ワン・ツー・まるみえ♪[13]」（2017年10月28日、渋谷・DESEO mini） - ソラナム博士 役
- Chambers「ドリームレスキュー・言うことナース! エピソードゼロなのどすえ[13]」（2018年4月21日 - 20日、京都Chambers） - ソラナム博士 役
- 『サトラレ～西山幸夫の場合～』（2018年、三鷹RIスタジオ）
- フォーエスエンタテインメント『ときめきステーショナリーズ』 - ミス・モノクローム 役
  - 「First Stage[15]」（2019年4月5日 - 19日、渋谷・DESEO mini）
  - 「Mens Style[16]」（2019年7月13日 - 15日、池袋オペラハウス）
  - 「Girls Style[17]」（2019年7月27日、神田明神EDOCCO STUDIO）
- ふるさと舞台化プロジェクト「箕輪城の女城主・日女若ものがたり」（2019年9月22日、アミュゼ柏） - 雪若 役[18]
- SHOWMAN'S×フォーエスエンタテインメント「ときめきステーショナリーズ〜かくかくしかじか大作戦!～[19]」（2020年7月10日 - 11日、新宿角座） - クィーンカラー 役
- SHOWMAN'S「イエローサブマリン〜スラムの国のアリス〜[20]」（2022年7月23日 - 24日、六本木・CLUB EDGE） - いそがしラビット 役[21]
- SHOWMAN'S「サトラレ〜西山幸夫の場合〜[22]」（2022年8月20日 - 21日、六本木・CLUB EDGE） - 西山光 役[23]
- SHOWMAN'S「朗読劇オズの西遊記〜Legend of GO WEST[24]」（2022年9月10日 - 11日、六本木・CLUB EDGE） - 犬のトト 役[25]
- SHOWMAN'S「朗読劇リニアダッシュ! SCHOOL DAYS[26]」（2022年10月22日 - 23日、六本木・CLUB EDGE） - 十勝こはく 役[27]

### ライブ
- 『ドリレスライブ ワン・ツー・まるみえ♪』（2017年、DESEO mini）[28]。
- 『PLATINUM EVENTS』（2018年、上海虹橋芸術中心）
- 『ドリレスライブ』（2018年、京都Chambers）
- 『Heats Free Live』（2018年、大塚Herts Next）
- 『A-POP革命2019』（2019年、DESEO mini）

### 映像
- J:COM『これってナンダイ!?市立柏研Q所』 第42話（2016年）
- J:COM『デイリーニュース』（2016年）
- チバテレビ『ダイヤモンド☆コレクション』（2017年）
- TOKYO MX『あしたのSHOW』 #19（2017年）
- J:COM『チバテレ0930』（2017年）
- J:COM『デイリーニュース』（2019年）

### オーディオドラマ
- 『20000907』（2020年） - 主演 ナノカ役

### シリーズ一覧
1. ↑  『超普通都市カシワ伝説R』（2020年）[6]、『超普通県チバ伝説』（2024年）[7]
2. ↑  『超普通都市カシワ伝説』（2016年）、『超普通都市カシワ伝説Z』（2019年）